# Kernit
Kernit är ett hydratiserat natriumborat-hydroxidmineral med formeln Na2B4O6(OH)2•3H2O. Tidigare skrevs formeln Na2B4O7•4H2O, vilket inte återspeglar den komplexa molekylstrukturen lika bra. Det upptäcktes 1926 i östra Kern County i södra Kalifornien vid boraxgruvan i Boron i västra Mojaveöknen.

## Egenskaper
Kernit är ett färglöst till vitt mineral, vanligen i form av prismatiska till nålformiga kristaller eller granulerad massa. Det är relativt mjukt och lösligt i kallt vatten. Kernit omvandlas till tincalsonit Na2B4O5(OH)4•3H2O när det dehydratiserar (förlorar kristallvatten).
Vid upphettning till över 100 °C genomgår kernit en irreversibel förändring till metakernit med formeln Na2B4O7•5H2O.

## Förekomst
Kern County-gruvan var den enda kända fyndigheten för mineralet under en tidsperiod. På senare tid har kernit också påträffats i Argentina och Turkiet.
Den största dokumenterade, enskilda kristallen av kernit mätte 2,44 x 0,9 x 0,9 m3 och vägde ca 3,8 ton.

## Användning
Kernit är en viktig råvara för utvinning av bor och framställning av borax, som bland annat kan användas vid tillverkning av tvättmedel.